# Lauromacromia flaviae
Lauromacromia flaviae – gatunek ważki z rodziny Synthemistidae. Znany tylko z holotypu – samca odłowionego w 1975 roku nad rzeką Cipó w gminie Jaboticatubas w stanie Minas Gerais (południowo-wschodnia Brazylia).